# 笠原使主
笠原 使主（かさはら の おみ、おぬし）は、古墳時代の豪族（武蔵国造）。本拠は武蔵国埼玉郡笠原郷（現：埼玉県鴻巣市笠原）だったと思われる。武蔵国造の乱の勝者として知られる。

## 武蔵国造の乱
使主は同族の小杵と国造の地位を長年争っており、安閑天皇元年（534年）閏12月に小杵は密かに上毛野小熊（姓は君）へ助けを求めて使主を謀殺しようとした。
これに気づいて逃げ出した使主が朝廷に助力を求めると、朝廷は使主を国造として小杵を誅したので、使主は国家のために横渟・橘花・多氷・倉樔の4処の屯倉を置いた。この一連の事件は武蔵国造の乱と呼ばれる。
中村倉司は、笠原使主は稲荷山古墳に埋葬された一族の出身であり、代々「杖刀人首」として大王・朝廷に仕えていたために、武蔵国造の乱で朝廷に援助を依頼するパイプを有しており、逆に小杵には朝廷とのパイプがなかったために上毛野小熊に頼らざるを得なかったと推察している。